# Roberto Cavanagh
Roberto Diego Lorenzo Cavanagh y Hearne (* 12. November 1914 in Buenos Aires; † 14. September 2002 in Venado Tuerto) war ein argentinischer Polospieler.

## Erfolge
1933 begann Cavanagh, der auf der Familienranch aufwuchs und dort erstmals mit Pferden in Kontakt kam, mit dem Polosport. Nur drei Jahre später gehörte er bei den Olympischen Spielen 1936 in Berlin neben Manuel Andrada, Andrés Gazzotti und Luis Duggan zur argentinischen Polomannschaft, die in der Vorrunde ihre Partie gegen Mexiko mit 15:5 gewann. Im Finale besiegten die Argentinier mit 11:0 auch Großbritannien und wurden damit Olympiasieger. Dabei kam Cavanagh in beiden Partien zum Einsatz und erzielte fünf Tore gegen Mexiko und vier Tore gegen Großbritannien.
Sechs Wochen nach den Olympischen Spielen gehörte er zur siegreichen argentinischen Mannschaft beim Cup of the Americas. Er erzielte dabei in der ersten Partie, die mit 21:9 gewonnen wurde, neun Treffer. Ab 1937 spielte er für den Hurlingham Club und gewann mit der Mannschaft sogleich erstmals die argentinischen Meisterschaften. Diesen Erfolg wiederholte Cavanagh mit der Mannschaft Venado Tuertos in den Jahren 1944, 1946, 1947, 1948, 1950 und 1950 und sicherte sich somit insgesamt siebenmal den Titelgewinn. 1949 gewann er außerdem die Weltmeisterschaften und die US Open mit den Hurricanes und siegte ein Jahr darauf ein zweites Mal beim Cup of the Americas. Bei den Panamerikanischen Spielen 1951 in seiner Geburtsstadt Buenos Aires belegte er mit der argentinischen Mannschaft den ersten Platz. Es waren die einzigen Panamerikanischen Spiele, bei denen Polo zum Wettkampfprogramm gehörte. Nach seinem Rücktritt als aktiver Spieler wurde Cavanagh Trainer und gewann 1980 auch als solcher mit der argentinischen Mannschaft den Cup of the Americas.
Seine Schwiegertochter Susana Peper nahm 1964 in Tokio an den olympischen Schwimmwettkämpfen teil.